# .ru
.ru és l'actual domini de primer nivell territorial (ccTLD) de Rússia, introduït el 7 d'abril de 1994.
Els registres directes a segon nivell es fan a través de l'entitat RU-CENTER, mentre que els registres a tercer nivell sota els subdominis .com.ru, .net.ru, .org.ru i .pp.ru. es fan a través de l'Institut Rus de Xarxes Públiques.
RU-CENTER també controla els registres .su per la difunta Unió Soviètica, que encara es troba activa i accepta registres tot i l'oposició de l'ICANN. També s'està posant en marxa el domini .рф (les sigles de Federació Russa en alfabet cirílic), per permetre noms en rus.